# Baron Aldeburgh
Baron Aldeburgh (auch Aldbrough) war ein erblicher britischer Adelstitel (Barony by writ) in der Peerage of England.
Der Titel wurde am 8. Januar 1371 von König Eduard III. von England für William de Aldeburgh, Gutsherr von Aldborough und Harewood in Yorkshire, geschaffen, indem dieser per Writ of Summons ins englische Parlament berufen wurde. Beim kinderlosen Tod seines Sohnes, des 2. Barons, am 30. August 1391 fiel der Titel in Abeyance zwischen dessen beiden Schwestern bzw. deren Nachkommen.

## Liste der Barone Aldeburgh (1371)
- William de Aldeburgh, 1. Baron Aldeburgh († 1388)
- William de Aldeburgh, 2. Baron Aldeburgh († 1391)